# آلفرد شواهن
آلفرد شواهن ورزشکار مرد رشتهٔ ورزش تیراندازی اهل کشور سوئد بود. وی در بین سال‌های ‎۱۹۰۸ تا ۱۹۲۴ میلادی در مسابقات بازی‌های المپیک تابستانی در مجموع ۹ مدال، شامل ۳ مدال طلا ، ۳ نقره و ۳ برنز را کسب کرد.